# اندیس لب کال
لب کال یک اندیس فلزی است که در حوالی شهر داورزن استان سمنان قرار دارد و مادهٔ معدنی موجود در آن، مس است.  